# Leonor d'Este (1561-1637)
Leonor d'Este (em italiano:  Eleonora d’Este; Ferrara, 1561 — Módena, 1581) foi uma nobre italiana, princesa de Ferrara, Módena e Régio e que, por casamento, se tornou princesa de Venosa.

## Biografia

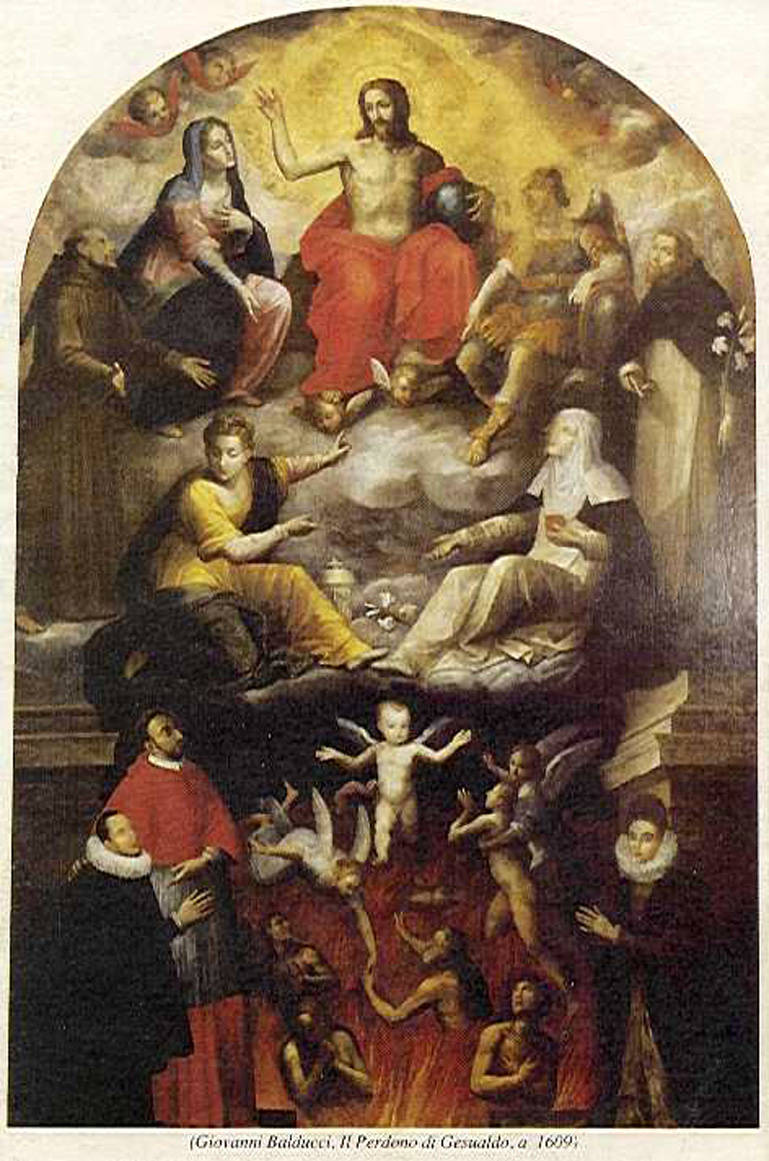
Gesualdo, Igreja de S. Maria delle Grazie - Painel do perdão, por Giovanni Balducci - Leonor, retratada a rezar em baixo à direita.

Leonor era filha de Afonso d'Este, Marquês de Montecchio, um filho ilegítimo do Duque de Ferrara Afonso I d'Este, e da sua primeira mulher Júlia Della Rovere, filha do duque de Urbino Francisco Maria I Della Rovere.
A 21 de Fevereiro de 1594, Leonor casa com Carlos Gesualdo da Venosa, tendo o matrimónio sido celebrado em Ferrara. A primeira mulher de Carlos fora Maria d'Avalos que, ao ser surpreendido com o amante, fora assassinada pelo marido na noite de 16 para 17 de outubro de 1590.
Leonor deu um filho ao marido que, do seu primeiro casamento, já tivera um menino, Emanuele, que viveu apenas alguns anos
O matrimónio foi infeliz pela avareza e maus tratamentos do marido.
A 10 de setembro de 1613, Leonor ficou viúva e, apesar do testamento do marido lhe impôr a sua permanência em Gesualdo, para poder beneficiar vitaliciamente dos rendimentos e dos títulos nobiliárquicos, regressa a Modena.

## Casamento e descedência
Do seu casamento com Carlos, Leonor teve um filho:
- Alfonsino (Ferrara, 1595 - Gesualdo, 1600).